# فوجیکوا مارو
فوجیکوا مارو (به انگلیسی: Fujikawa Maru) یک کشتی بود که طول آن ۴۳۷٫۴ فوت (۱۳۳٫۳ متر) بود. این کشتی در سال ۱۹۳۸ ساخته شد.